# 파블로 사발레타
파블로 하비에르 사발레타 히로드(스페인어: Pablo Javier Zabaleta Girod, 1985년 1월 16일 ~ )는 알바니아 축구 국가대표팀의 수석 코치로 재직 중인 아르헨티나의 전 축구 선수이자 현 축구 지도자로 2008년 하계 올림픽 금메달리스트이자 맨체스터 시티의 프랜차이즈 스타 출신이며 현역 시절 주포지션은 오른쪽 풀백이었으나 수비형 미드필더로도 활약했으며 스페인 국적도 보유하고 있다.

## 클럽 경력

### CA 산로렌소
2002년 CA 산로렌소에서 데뷔하여 데뷔 첫 해부터 수비형 미드필더로 시작했으나 그 후 오른쪽 미드필더로 자리를 옮겼고 2004-05 시즌까지 공식전 79경기 8골을 기록하며 2002년 코파 수다메리카나 우승, 아르헨티나 프리메라 디비시온 2003 토르네오 아페르투라 준우승 등에 기여했다.

### RCD 에스파뇰
2004-05 시즌을 마친 뒤 약 45억원의 이적료로 스페인 라리가의 RCD 에스파뇰 이적에 합의한 후 2007-08 시즌까지 공식전 102경기 3골을 기록하며 코파 델 레이 2005-06 우승, 수페르코파 데 에스파냐 2006 준우승, 2006-07년 UEFA 유로파리그 준우승 등에 이바지했다.

### 맨체스터 시티
2008-09 시즌을 앞둔 2008년 8월 31일 5년 계약을 맺고 잉글랜드 프리미어리그의 맨체스터 시티 유니폼으로 갈아입은 뒤 2016-17 시즌까지 무려 9시즌동안 공식전 333경기 39개의 공격포인트(12골·27어시스트)로 프리미어리그 2회 우승(2011-12, 2013-14) 및 2회 준우승(2012-13, 2014-15), 2번의 프리미어리그 3위(2010-11, 2016-17), 2010-11년 잉글랜드 FA컵 우승, 2012-13년 잉글랜드 FA컵 준우승, EFL컵 2회 우승(2013-14, 2015-16), 2번의 EFL컵 4강(2009-10, 2011-12), 2012 FA 커뮤니티 실드 우승, 2014 FA 커뮤니티 실드 준우승, 2015-16년 UEFA 챔피언스리그 4강, 2016-17년 잉글랜드 FA컵 4강 등의 굵직한 업적들을 남기며 맨시티의 전성기를 이끌어냈다.
이 뿐 아니라 2012-13 시즌 PFA 올해의 팀과 맨체스터 시티 올해의 선수, 3번의 맨체스터 시티 이달의 선수(2009년 1월, 2012년 12월, 2013년 1월), 2회 연속 FIFPRO 월드 베스트 11 5th 팀(2013, 2014)에도 선정되는 등 현재까지도 맨시티 팬들이 가장 사랑하는 선수 중 하나로 손꼽히고 있으며 웨스트브로미치 앨비언과의 프리미어리그 2016-17 37라운드 경기를 끝으로 9시즌간 정들었던 맨시티와의 아름다운 동행을 마무리했다.
특히 2016-17 시즌 리그 37라운드를 마친 직후 이례적으로 자신이 9시즌동안 뛰었던 홈 그라운드에서 고별식을 가졌으며 평생 시즌 이용권과 그동안 출전했던 공식 경기 숫자인 333이 등번호로 새겨진 기념 유니폼 등을 선물로 받기도 했다.

### 웨스트햄 유나이티드
2016-17 시즌을 끝으로 정들었던 맨시티를 떠나 같은 프리미어리그팀인 웨스트햄 유나이티드로 이적한 후 2019-20 시즌까지 공식전 80경기 1골을 기록했고 비록 팀은 이렇다할 성과가 없었지만 맨시티 시절에 버금가는 열정적인 모습과 멋진 활약을 바탕으로 웨스트햄 팬들로부터 큰 존경과 사랑을 받으며 18년간의 프로 선수 생활을 아름답게 매듭지었다.

## 국가대표팀 경력

### 아르헨티나 U-20 대표팀
아르헨티나 U-20 대표팀 소속으로 2번의 FIFA U-20 월드컵에 출전하여 2003년 대회 4위, 2005년 대회 우승 등의 성과를 남겼다.

### 아르헨티나 U-23 대표팀
리오넬 메시, 앙헬 디 마리아, 세르히오 아궤로 등과 함께 아르헨티나 U-23 대표팀의 일원으로 2008년 하계 올림픽에 출전하여 아르헨티나 축구 역사상 첫 올림픽 금메달의 주역으로 활약했다.

### 아르헨티나 A대표팀
2005년 8월 17일 헝가리와의 친선 경기에서 국제 A매치 데뷔전을 가진 이후 11년동안 A매치 통산 58경기를 소화하며 2014년 FIFA 월드컵 준우승, 2015년 코파 아메리카 준우승 등에 기여했으며 2016년 11월 10일 브라질과의 2018년 FIFA 월드컵 남미 지역 예선 11차전(0-3 패)을 끝으로 국가대표팀 은퇴를 선언했다.

## 지도자 경력

### 알바니아 대표팀
선수 은퇴 후 2023년 1월 2일 과거 맨체스터 시티의 동료였던 시우비뉴 감독이 알바니아 대표팀 사령탑으로 부임한 이후 알바니아 대표팀의 수석 코치로 선임되며 본격적인 지도자 커리어를 시작했다.
그 후 첫 국제 대회인 UEFA 유로 2024 예선 E조에서 4승 3무 1패·조 1위로 알바니아의 8년만의 유로 대회 본선이자 통산 2번째 메이저 대회 본선 진출을 이끌었다.

## 클럽 통계
| 클럽                | 시즌    | 리그 | 리그 | 리그 | 리그 | 리그 컵¹ | 리그 컵¹ | 리그 컵¹ | 리그 컵¹ | 국제 컵 대회² | 국제 컵 대회² | 국제 컵 대회² | 국제 컵 대회² | 종합 | 종합 | 종합 | 종합 |
| 클럽                | 시즌    | 출장 | 득점 |      |      | 출장     | 득점     |          |          | 출장          | 득점          |               |               | 출장 | 득점 |      |      |
| ------------------- | ------- | ---- | ---- | ---- | ---- | -------- | -------- | -------- | -------- | ------------- | ------------- | ------------- | ------------- | ---- | ---- | ---- | ---- |
| CA 산로렌소         | 2002–03 | 11   | 0    | 0    | 0    | -        | -        | -        | -        | 1             | 0             | 1             | 0             | 12   | 0    | 1    | 0    |
| CA 산로렌소         | 2003–04 | 27   | 3    | 5    | 0    | -        | -        | -        | -        | 3             | 0             | 1             | 0             | 30   | 3    | 6    | 0    |
| CA 산로렌소         | 2004–05 | 28   | 5    | 3    | 0    | -        | -        | -        | -        | 9             | 0             | 3             | 0             | 37   | 5    | 6    | 0    |
| RCD 에스파뇰        | 2005–06 | 27   | 2    | 7    | 0    | 5        | 0        | 2        | 0        | 7             | 0             | 1             | 0             | 39   | 2    | 10   | 0    |
| RCD 에스파뇰        | 2006–07 | 20   | 0    | 7    | 0    | 3        | 0        | 1        | 0        | 9             | 0             | 5             | 0             | 32   | 0    | 13   | 0    |
| RCD 에스파뇰        | 2007–08 | 32   | 1    | 14   | 1    | 4        | 0        | 0        | 0        | -             | -             | -             | -             | 36   | 1    | 14   | 1    |
| 맨체스터 시티       | 2008–09 | 28   | 1    | 3    | 1    | 2        | 0        | 0        | 0        | 11            | 0             | 2             | 0             | 41   | 1    | 5    | 1    |
| 맨체스터 시티       | 2009–10 | 27   | 0    | 9    | 1    | 8        | 0        | 2        | 0        | -             | -             | -             | -             | 35   | 0    | 11   | 1    |
| 맨체스터 시티       | 2010–11 | 26   | 2    | 8    | 1    | 8        | 0        | 1        | 0        | 11            | 0             | 1             | 0             | 45   | 2    | 10   | 1    |
| 맨체스터 시티       | 2011–12 | 22   | 1    | 5    | 0    | 5        | 0        | 0        | 0        | 5             | 0             | 1             | 0             | 32   | 1    | 6    | 0    |
| 맨체스터 시티       | 2012–13 | 15   | 2    | 3    | 0    | 1        | 0        | 0        | 0        | 5             | 0             | 1             | 0             | 22   | 3    | 4    | 0    |
| 합계                | 합계    | 248  | 15   | 61   | 4    | 35       | 1        | 6        | 0        | 56            | 0             | 15            | 0             | 340  | 17   | 82   | 4    |
| 2010년 7월 4일 기준 |         |      |      |      |      |          |          |          |          |               |               |               |               |      |      |      |      |

¹ 코파 델 레이, 수페르코파 데 에스파냐, FA컵, 풋볼 리그 컵, FA 커뮤니티 실드.
² 코파 리베르타도레스, 코파 수다메리카나, 레코파 수다메리카나, UEFA 챔피언스 리그, UEFA 유로파 리그, UEFA 슈퍼 컵, FIFA 클럽 월드컵.

## 국제 대회 이력
- 2003년 FIFA 세계 청소년 축구 선수권 대회 국가대표
- 2005년 FIFA 세계 청소년 축구 선수권 대회 국가대표
- 2008년 하계 올림픽 국가대표
- 2011년 코파 아메리카 국가대표
- 2014년 FIFA 월드컵 국가대표
- 2015년 코파 아메리카 국가대표

## 대회 성적

### 클럽 (선수)
CA 산로렌소
- 아르헨티나 프리메라 디비시온 : 준우승 (2003 토르네오 아페르투라)
- 코파 수다메리카나 : 우승 (2002)

 RCD 에스파뇰
- 코파 델 레이 : 우승 (2005-06)
- UEFA 유로파리그 : 준우승 (2006-07)
- 수페르코파 데 에스파냐 : 준우승 (2006)

 맨체스터 시티
- 프리미어리그 : 우승 (2011-12, 2013-14), 준우승 (2012-13, 2014-15), 3위 (2010-11, 2016-17)
- 잉글랜드 FA컵 : 우승 (2010-11), 준우승 (2012-13), 4강 (2016-17)
- EFL컵 : 우승 (2013-14, 2015-16), 4강 (2009-10, 2011-12)
- UEFA 챔피언스리그 : 4강 (2015-16)
- FA 커뮤니티 실드 : 우승 (2012), 준우승 (2014)

### 국가대표팀
아르헨티나 U-20
- FIFA U-20 월드컵 : 우승 (2005), 4위 (2003)

 아르헨티나 U-23
- 하계 올림픽 : 금메달 (2008)

 아르헨티나
- FIFA 월드컵 : 준우승 (2014)
- 코파 아메리카 : 준우승 (2015)

### 개인 수상
- PFA 올해의 팀 : 2012-13
- 맨체스터 시티 올해의 선수 : 2012-13
- 맨체스터 시티 이달의 선수 : 2009년 1월, 2012년 12월, 2013년 1월
- FIFPRO 월드 베스트 11 5th 팀 : 2013, 2014